# 하오장구

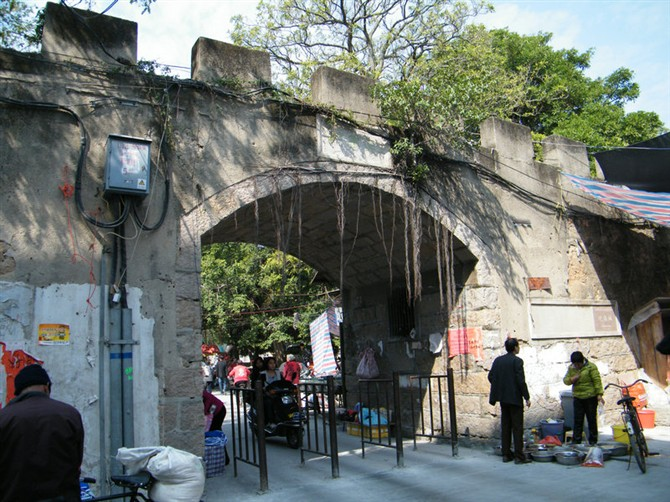

하오장구(한국어: 호강구, 중국어: 濠江区, 병음: Háojiāng Qū)는 중화인민공화국 광둥성 산터우 시의 현급 행정구역이다. 2003년 3월에 설치되었고 예전의 다하오 구(达濠区)와 허푸 구(河浦区)로 이루어져있다. 면적 80km2의 다하오 섬은 경제특구의 일부이다. 차오양 구의 서쪽에 위치한다. 췌수이 해(礐石海)를 건너편에는 룽후 구와 진핑 구가 있다. 바다에 면하여 하오장 구에는 20개의 항구가 있다. 넓이는 135km2이고, 인구는 2007년 기준으로 280,000명이다.

## 행정 구역
7개 가도를 관할한다.
- 가도: 达濠街道 , 马滘街道 , 礐石街道 , 广澳街道 , 滨海街道 , 河浦街道 , 玉新街道.